# 朱燮
朱燮（？—613年），隋末农民起义军首领。吴郡人。曾出家为道士。通经史，习兵法，隋宋任昆山县博士，613年率数十学生起义，被稱作「民苦役者，赴之为归」。
朱燮跟晋陵义军领袖管崇合流攻破隋將趙六兒，兵力發展至十萬人，後來兩人共推刘元进为主，进据吴郡，他任尚书仆射。在圍攻丹陽時为隋将吐万绪所击败，戰死五千兵馬，劉元進、朱燮僅以身免。继又为隋朝江都丞王世充所败，战死于吴，連三萬兵馬都被坑殺。